# Ковчег володаря звірів
Ковчег володаря звірів (англ. Beast Master's Ark) — науково-фантастичний роман американської письменниці Андре Нортон та новозеландської письменниці Лін МакКончі, вперше опублікований 2002 року.
Третя книга серії «Володар звірів»; про бувшого розвідника, який може керувати тваринами.

## Зміст
На Арзорі диверсійна база Хіків випускає генномодифіковані рої комах, які паралізують та поїдають все живе. Це призводить до міграції племен норбі та нітра на землі людських колоністів. В цей же час Арзор відвідує ковчег володарів тварин — науковий корабель з командою, яка намагається відновити популяцію земних звірів і пристосувати її до екосистем колонізованих планет.
Керує лабораторією бувший володар тварин шеєн Брайон. Йому допомагає племінниця Тані. Вона теж має свою генномодифіковану команду (сову та пару койотів), але не була на військовій службі.
Тані гостює на ранчо Сторма, поїхавши на прогулянку, вона знайомиться з племенем нітра і завойовує його довіру.
Плем'я поручає їй та Сторму очолити боротьбу із невідомими вбивцями.
Зібраний генний матеріал та новини про одночасні негаразди на багатьох планетах (руйнування дамб, пожежі) викривають централізовану координацію диверсій Хіків проти людей. Сторм та Тані об'єднують сили своїх команд, для виявлення баз з інкубаторами комах.
Тані знаходить 2 бази і об'єднані загони нітра та поселенців знищують їх.
Тані залишається на Арзорі. Сторм та Тані одружуються. Тані вирощує в лабораторії тварин партнерів для членіх їхніх команд.